# Euphorbia alatavica
Euphorbia alatavica är en törelväxtart som beskrevs av Pierre Edmond Boissier. Euphorbia alatavica ingår i släktet törlar, och familjen törelväxter. Inga underarter finns listade i Catalogue of Life.